# Urban Plaza
Az Urban Plaza (más néven Urban Center Plaza) köztér az Amerikai Egyesült Államok Oregon államának Portland városában, a Portlandi Állami Egyetem campusán. A 2000 márciusában átadott területet James Douglas „Doug” Macy tervezte.

## Kialakítása
A téren az óratorony mellett három szökőkút és John Aiken gránitszobrai találhatók meg.

## Tömegközlekedés
A térséget a Portland Streetcar és a Metropolitan Area Express viszonylatai, valamint a TriMet 291-es busza érintik.

## Fordítás
- Ez a szócikk részben vagy egészben  az   Urban Plaza című angol Wikipédia-szócikk ezen változatának fordításán alapul.  Az eredeti cikk szerkesztőit annak laptörténete sorolja fel. Ez a jelzés csupán a megfogalmazás eredetét és a szerzői jogokat jelzi, nem szolgál a cikkben szereplő információk forrásmegjelöléseként.